# Vesicularia firma
Vesicularia firma là một loài Rêu trong họ Hypnaceae. Loài này được Dixon & P. de la Varde mô tả khoa học đầu tiên năm 1930.